# Ahmed Resmî Efendi
Ahmed Resmî Efendi, aussi appelé Ahmed bin İbrahim Giridî (Ahmed fils d'Ibrahim le Crétois), né vers 1694-1700 à Resmo (actuelle Rethymno) en Crète ottomane, mort en août 1783, probablement à Constantinople, est un diplomate, militaire et écrivain politique de l'Empire ottoman. Il a été le premier ambassadeur ottoman à Berlin et plus tard le signataire du traité de Küçük Kaynarca avec la Russie. Il est l'auteur de plusieurs ouvrages importants sur ses ambassades en Allemagne et sur ses souvenirs de guerre. Efendi est un titre de fonction.

## Origines et débuts à la cour
Né en Crète, province de la Grèce ottomane depuis 1669, dans une famille de Grecs convertis à l'islam, il arrive à Constantinople, capitale de l'empire, où il se fait apprécier par son talent de calligraphe et épistolier. Il se rapproche des milieux réformateurs de l'Ère des tulipes qui cherchent à développer les échanges avec l'Europe et créent les premières bibliothèques publiques. Il devient le gendre de Tavukçubaşı Mustafa, diplomate et conseiller du grand vizir Koca Ragıp Pacha (en). À la mort de son beau-père, en 1749, il rédige le Sefinet ür-rüesa, liste biographique des chefs des scribes. Il compose une œuvre de circonstance pour le sultan Mahmoud Ier, le İstinas fi ahval el-efras, célébrant la sortie printanière des chevaux du sultan vers les pâturages, ce qui lui vaut d'être introduit auprès du grand vizir Çorlulu Köse Bahir Mustafa Pacha (tr). En 1749, il compose le Hamilet el-kübera, liste biographique des chefs des eunuques noirs (Kizlar Agha)

## Ambassades
Jusqu'à la fin du XVIIIe siècle, la diplomatie est une activité peu développée dans la culture politique ottomane : la Sublime Porte reçoit des ambassadeurs permanents des pays européens mais sans consentir à leur en envoyer en retour. L'envoi d'un diplomate en mission est donc relativement exceptionnel.
En 1757-1758, Ahmed Resmî est envoyé en ambassade à Vienne pour annoncer l'avènement du sultan Mustafa III. Après sa mission auprès des Habsbourg, il est envoyé en 1763-1764 comme ambassadeur en Prusse auprès de Frédéric II. Chaque voyage est l'occasion d'un rapport détaillé sur la géographie et la politique des pays visités : il rédige une description précise de Frédéric II et de la guerre de Sept Ans. Ses écrits traduisent l'intérêt croissant des élites ottomanes pour l'étude de la politique européenne.
Il est le premier diplomate ottoman à fournir une description de l'appareil militaire d'un pays étranger. Il observe que les soldats prussiens vivent dans des conditions spartiates, mal ravitaillés et logés à la dure, mais qu'ils sont bien entraînés et obéissent à une discipline rigoureuse. Il souligne le rôle des  académies chevaleresques (Ritterakademie (de)) où les jeunes nobles reçoivent une longue formation à base militaire. Il décrit Frédéric II comme un souverain exemplaire, consacrant tout son temps aux affaires publiques et surtout au commandement de l'armée.

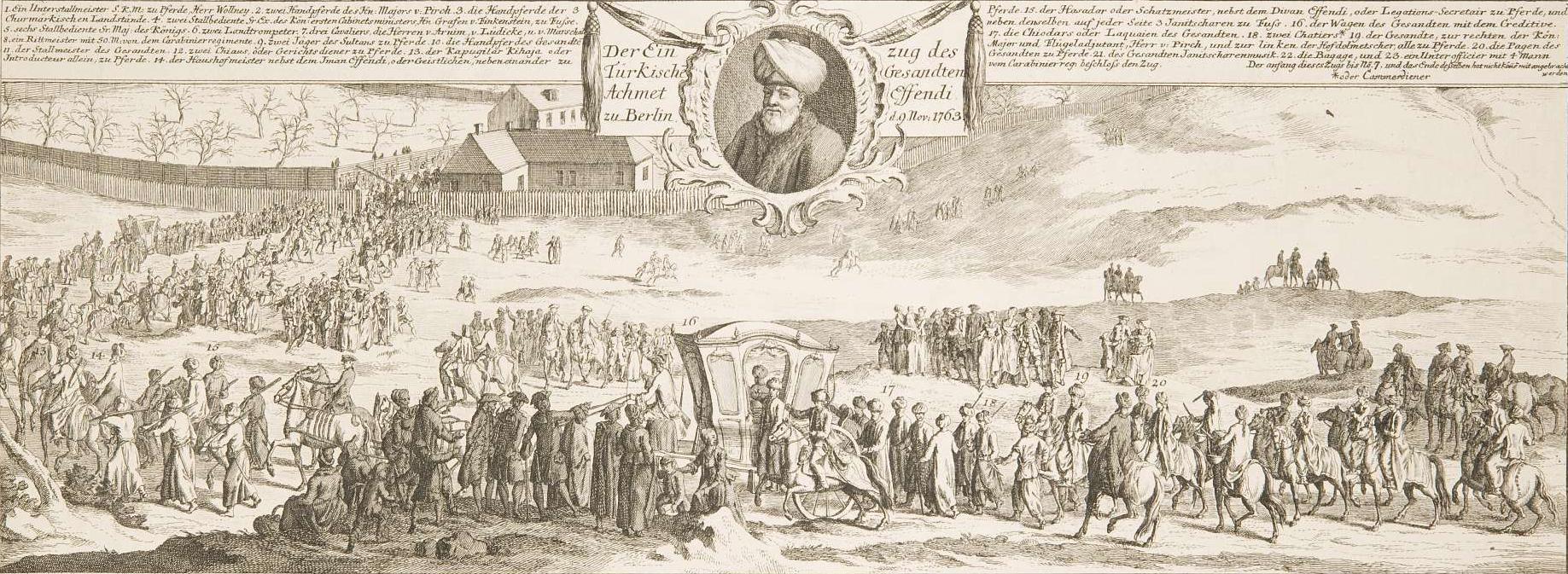
Arrivée d'Ahmed Resmî Efendi à Berlin le 9 novembre 1763, gravure allemande.

## Guerre russo-turque et négociations avec la Russie

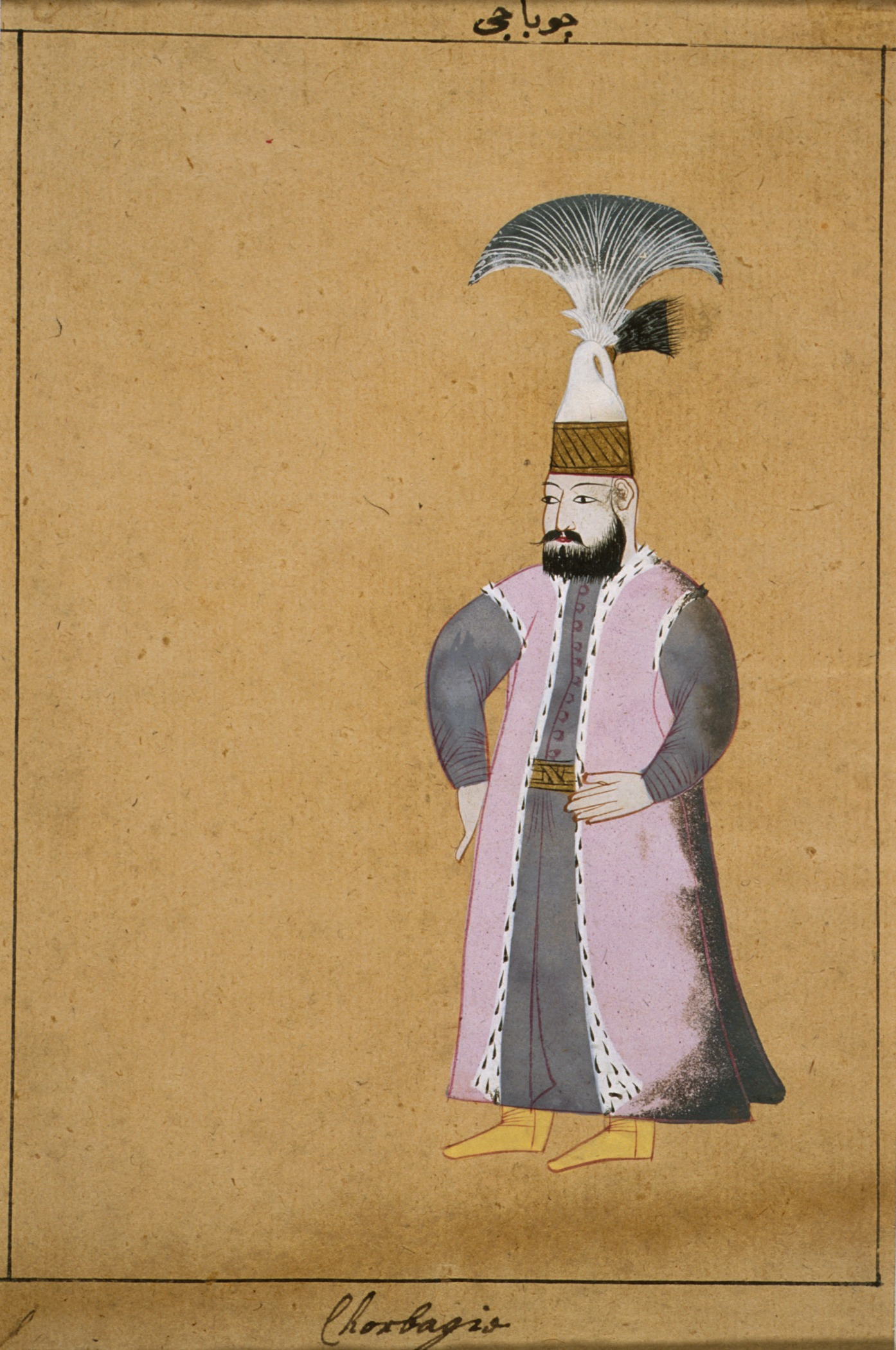
Officier des janissaires, miniature ottomane, début du XVIIIe s.

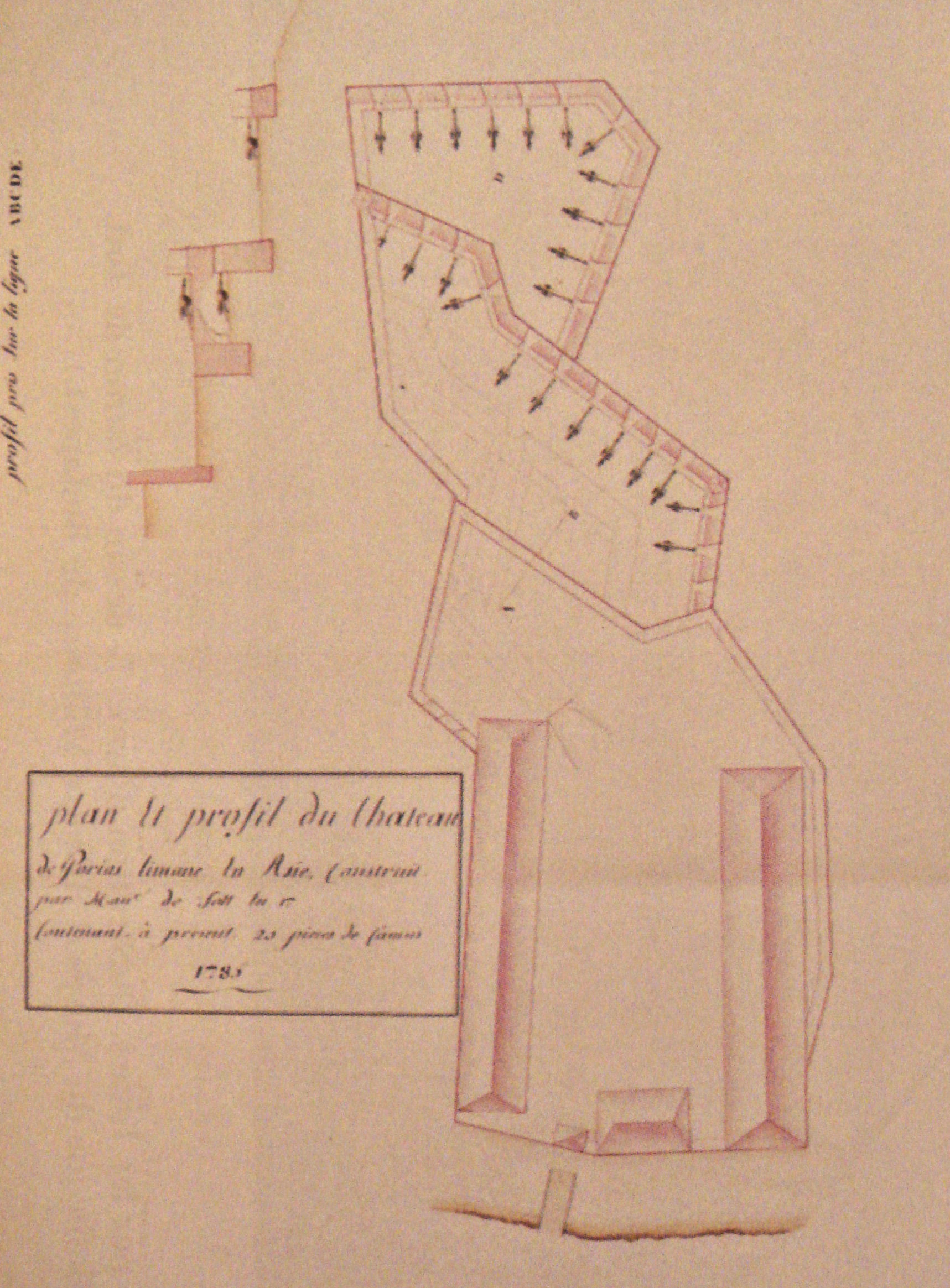
Fortification construite par le baron de Tott, conseiller militaire français de l'Empire ottoman, pendant la guerre de 1768-1774.

À son retour de Berlin, il devient chef de la correspondance (mektupçu) du grand vizir. En 1765, est nommé chef des sergents d'arme (çavuşbaşı) et se rapproche du grand vizir Muhsinzade Mehmed Pacha (tr). En 1769, au début de la guerre russo-turque de 1768-1774, il exerce brièvement les fonctions de commandant en second (sadaret kethüdası) auprès du grand vizir Moldovancı Ali Pacha (tr) sur le front du Danube. Il tient de nouveau ce poste de 1771 à 1774, sous Muhsinzade Mehmed Pacha, redevenu grand vizir, jusqu'à la mort de ce dernier et à la conclusion de la guerre. Il se signale par sa générosité envers les soldats blessés. Il assiste aux réunions du commandement ottoman et se montre critique pour sa mauvaise organisation. Il observe aussi le déclin du corps des janissaires, ancienne force d'élite de l'armée ottomane. Pendant une trêve de 10 mois au cours de la guerre, une querelle l'oppose à un autre haut responsable ottoman, Çenebaz Osman Efendi (ou Yenişehirli Osman Efendi). Dans un mémoire rédigé pendant cette trêve, comme dans ses souvenirs (Hülasat el-itibar) rédigés après la guerre, il insiste sur les limites de la puissance turque et sur l'importance de rétablir l'équilibre entre les puissances, notions peu courantes dans la culture ottomane. Son humeur critique et ironique lui a peut-être valu de n'être jamais nommé au poste de grand vizir.
En 1774, Ahmed Resmî est envoyé comme premier plénipotentiaire (murahhas-ı evvel) aux négociations du traité de Küçük Kaynarca, signé le 21 juillet 1774 et qui marque un recul durable de la puissance ottomane : la Russie établit son protectorat sur le khanat de Crimée et le pachalik de Kefe, les principautés roumaines de Moldavie et Valachie ainsi que sur les sujets grecs du sultan.
La fin de sa carrière, après 1775, est peu connue. Il est cité une fois comme chef du service de la cavalerie du palais (süvari mukabelecisi) sous le grand vizir Halil Hamid Pacha. Il est probablement associé aux négociations avec la Russie sur le statut de la Crimée, qui aboutissent au traité d'Aynalıkavak (en) en 1779.
Sa vie privée est très peu connue. Il a eu un fils, mort avant lui. Il meurt en août 1783.

## Œuvres
- Hamiletü’l-kübera, 1749 : liste biographique des 33 chefs des eunuques noirs (Kizlar Agha) qui se succèdent de Mehmed Agha (en service de 1574 à 1590) à Moralı Beşir Agha (de 1746 à 1752) avec leur origine et le récit de la chute et de l'exécution de Moralı Beşir Agha.
- Sefinet er-rüesa ou Halifet er-rüesa : liste biographique des chefs des scribes (reis ül-küttab) jusqu'en 1744, rédigée en 1749 et continuée après sa mort par Süleyman Faik jusqu'en 1804.
- Viyana Sefaretnamesi : récit de son ambassade en Autriche en 1757-1758.
- Sefaretname-i Ahmed Resmî ou Sefaretname-i Prusya : récit de son ambassade en Prusse en 1763-1764.
- Layiha, 1769 : mémoire adressé au grand vizir Ivazzade Halil Pacha (en) sur la nécessité de réformer le commandement militaire.
- Layiha, 1772 : mémoire adressé au grand vizir Muhsinzade Mehmed Pacha et à Abdürrezzak Efendi, responsable des négociations avec la Russie, pendant la trêve de 1772-1773, sur la nécessité de conclure la paix.
- Hülasat el-itibar, 1781 : récit critique et satirique de la guerre de 1768-1774 contre la Russie.

Ses récits d'ambassade à Vienne et Berlin sont traduits en allemand par Joseph von Hammer en 1809.

### Sources et bibliographie
- (en) Cet article est partiellement ou en totalité issu de l’article de Wikipédia en anglais intitulé « Ahmed Resmî Efendi » (voir la liste des auteurs) dans sa version du 24 mars 2018.
- Virginia Aksan, An Ottoman Statesman in War and Peace: Ahmed Resmî Efendi 1700-1783 (The Ottoman Empire and Its Heritage : Politics, Society and Economy, Vol. 3), Brill, 1995
- Işıksel Güneş, « Les méandres d'une pratique peu institutionnalisée : la diplomatie ottomane, xve-xviiie siècle », Monde(s), 2014/1 (N° 5), p. 43-55.
- Mesut Uyar Ph.D., Edward J. Erickson, A Military History of the Ottomans: From Osman to Ataturk, ABC Clio, 2009